# Fluweelspinnen
De fluweelspinnen (Eresidae) zijn een familie van spinnen. In Nederland en België komt de lentevuurspin (Eresus sandaliatus) voor, en misschien ook de herfstvuurspin (Eresus kollari). Deze soorten werden tot voor kort met elkaar verward; de lentevuurspin is de gewonere van de twee en is vooral te vinden in het zuiden van de Veluwe.

## Geslachten
- Adonea Simon, 1873
- Dorceus C.L. Koch, 1846
- Dresserus Simon, 1876
- Eresus Walckenaer, 1805
- Gandanameno Lehtinen, 1967
- Loureedia Miller et al., 2012
- Paradonea Lawrence, 1968
- Seothyra Purcell, 1903
- Stegodyphus Simon, 1873

- Penestomus Simon, 1902, voorheen in deze familie, is in een eigen familie Penestomidae geplaatst.
- Wajane Simon, 1902 is gesynonymiseerd met Penestomus.